# Вакыфлы
Вакыфлы (тур. Vakıflı) или Вакиф (з.-арм. Վաքիֆ [vɑkʰíf]) — единственная сохранившаяся армянская деревня в Турции. Расположена на склоне горы Муса-Даг в иле Хатай, недалеко от границы с Сирией и побережья Средиземного моря. В деревне живет около 130 человек, 35 армянских семей, одна турецкая и одна курдская семьи.

## История
Жители Вакыфлы — потомки армян, оказавших сопротивление депортации в 1915 году у горы Муса-даг во время геноцида армян. 53 дня армяне, жившие в шести армянских деревнях на склонах горы Муса-даг, отбивали атаки турецкой армии, пока они не были спасены французскими моряками и перевезены в Порт-Саид в Египте. Эти события легли в основу романа австрийского писателя Франца Верфеля «Сорок дней Муса-дага». После завершения Первой мировой войны ил Хатай вместе с шестью покинутыми армянскими деревнями стал частью французской Сирии. Отсутствие турецкой администрации позволило армянам, жившим на склонах Муса-дага, вернуться в свои села. Но в 1939 году после проведения референдума Хатай был передан Турции, из-за чего многие из 5000 живших в Хатае армян покинули свои сёла и переселились в Ливан, основав там город Анджар. Ныне в иле Хатай осталось лишь около 130 армян.